# Stavsjön (Forssa socken, Södermanland)
Stavsjön är en sjö i Flens kommun i Södermanland och ingår i Nyköpingsåns huvudavrinningsområde.